# 고영일
고영일(高榮一, 1969년 4월 1일 ~ )은 대한민국의 변호사 겸 정치인이다.

## 생애
제주도 북제주군(현재의 제주특별자치도 제주시) 출신으로 한국해양대학교에서 항해학과 학사 과정을 나왔고 학군사관 과정을 통해 6년 동안 해군 장교로 복무하면서 한진해운 소속 한진뉴욕호 실습항해사, 대한민국 해군 참수리급 339 고속정 부정장을 역임했다. 해군 중위로 전역한 이후에는 성균관대학교 대학원에서 법학과 석사 과정을 나왔으며 2000년에 실시된 제42회 사법시험에 합격했다.
2003년에 사법연수원 과정을 수료한 이후에 가을햇살법률사무소 대표, 한국해법학회 이사로 근무하면서 해양법 전문 변호사로 활동했다. 그 외에 사단법인 애드보켓코리아 이사, 대한예수교장로회(통합) 서울노회 법률고문, 한국기독교총연합회 감사·법률고문 등을 역임했다. 2013년 2월부터 2015년 1월까지 미국 노스웨스턴 대학교에서 유학하면서 법학과 석사 학위를 취득했고 대한민국으로 귀국한 이후에는 GS칼텍스 기름 유출 사고, 오룡호 침몰 사고, 삼성전자 갤럭시 노트 7 폭발 사고 손해배상 집단 소송에서 변호인으로 참여했다.
고영일은 대한민국의 보수주의 변호사 단체인 한반도 인권과 통일을 위한 변호사모임의 회원으로 활동하고 있다. 또한 2015년에 일어난 한국사 교과서 국정화 논란에 대해 대한민국 교육부의 한국사 교과서의 국정화 정책을 지지하는 내용이 담긴 500인 선언에 참여했다. 2016년 3월에는 대한민국의 개신교 보수주의 정당인 기독자유당에 입당하고 사무총장으로 임명되었다. 2016년 4월에 실시된 대한민국 제20대 국회의원 선거에서는 기독자유당의 비례대표 4번 후보로 출마했으나 낙선했다.
2019년 1월 4일에는 이언주 국회의원, 고영주 전 서울남부지방검찰청 검사장을 비롯한 변호사 22명과 함께 '자유를 수호하는 변호사들'이라는 모임을 결성하고 문재인 정부에 신재민 전 기획재정부 사무관, 김태우 전 청와대 민정수석실 특별감찰반원과 같은 내부고발자에 대한 탄압을 중지할 것을 촉구하는 성명을 발표했다. 2019년 4월에는 손영구의 뒤를 이어 기독자유당 대표로 임명되었고 2020년 3월에는 기독자유통일당의 창당 과정에 참여했다. 2020년 4월에 실시된 대한민국 제21대 국회의원 선거에서는 기독자유통일당 비례대표 6번 후보로 출마했으나 낙선했다.
2021년 6월 14일에는 전광훈 사랑제일교회 목사에 의해 기독자유통일당을 개편한 국민혁명당의 부대표로 선출되었다. 2021년 10월에는 국민혁명당의 제20대 대통령 선거 후보 경선에 참여했으나 김경재 전 한국자유총연맹 총재에 밀려 2위로 탈락했다. 그러나 김경재가 국민혁명당의 재정 지원, 윤석열 국민의힘 후보와의 단일화 문제를 놓고 전광훈 목사와 갈등을 빚게 되면서 탈당하면서 2021년 12월 13일에 열린 국민혁명당 전당대회를 통해 새 후보로 선출되었다. 그러나 2022년 2월 12일에 정권 교체를 위한 야권 후보 단일화를 촉구하는 성명을 발표하고 사퇴했다.

## 역대 선거 결과
|  | 2.63% |

|  | 1.83% |

|  | 0.66% |